# Joram Las
Joram Las (hebrejsky: יורם לס) je izraelský politik a bývalý poslanec Knesetu za Izraelskou stranu práce.

## Biografie
Narodil se 30. ledna 1945. Sloužil v izraelské armádě, kde dosáhl hodnosti majora (Rav Seren). Vystudoval lékařství na Hebrejské univerzitě. Pracoval jako lékařský školitel. Hovoří hebrejsky a anglicky.

## Politická dráha
Působil jako zástupce děkana na lékařské škole při Telavivské univerzitě. Zastával vysoké úřednické posty na ministerstvu zdravotnictví.
V izraelském parlamentu zasedl po volbách v roce 1992, v nichž kandidoval za Stranu práce. Stal se členem výboru státní kontroly a výboru práce a sociálních věcí. Předsedal podvýboru pro státní podniky, podvýboru pro hospitalizaci a podvýboru pro péči o duševní zdraví v armádě.